# تسرموشنگا
تسرموشنگا (به صربی: Ceremošnja) یک روستا در صربستان است.